# Eurythenes
Eurythenes is een geslacht van vlokreeften uit de familie van de Eurytheneidae. De wetenschappelijke naam van de soort is voor het eerst geldig gepubliceerd in 1882 door Sidney Irving Smith in Samuel H. Scudders Nomenclator zoologicus. Het was weliswaar Wilhelm Lilljeborg die het geslacht als eerste beschreef in 1865, onder de naam Eurytenes; maar die naam bleek reeds in gebruik te zijn voor een geslacht van schildwespen (Eurytenes Foerster, 1862).
Lilljeborg richtte het geslacht op voor een vlokreeftensoort die oorspronkelijk door Henri Milne-Edwards was beschreven als Lysianassa magellanica. Deze zeer grote soort (meer dan 7,5 cm lang, terwijl andere soorten zelden meer dan 2,5 cm lang worden) was volgens Lilljeborg de grootste toen bekende Amphipoda, die bovendien zowel in de Noordelijke als in de Zuidelijke IJszee bleek voor te komen. Eurythenes gryllus wordt echter tot 15,4 cm lang. Deze soort komt voor in beide poolzeeën.

## Soorten[4]
- Eurythenes aequilatus Narahara-Nakano, Nakano & Tomikawa, 2017
- Eurythenes andhakarae d'Udekem d'Acoz & Havermans, 2015
- Eurythenes gryllus (Lichtenstein in Mandt, 1822)
- Eurythenes magellanicus (H. Milne Edwards, 1848)
- Eurythenes maldoror d'Udekem d'Acoz & Havermans, 2015
- Eurythenes obesus (Chevreux, 1905)
- Eurythenes sigmiferus d'Udekem d'Acoz & Havermans, 2015
- Eurythenes thurstoni Stoddart & Lowry, 2004